# Ligne Jeolla
 (juin 2025).
 (Avril 2015).
La Ligne Jeolla ( en coréen : 전라선  ) est une ligne de chemin de fer, des provinces du Jeolla du Nord et du Sud en Corée du Sud, longue de 180,4 km, elle relie les villes de Iksan et de Yeosu.  La ligne est fréquemment desservie par des trains de voyageurs en provenance de Séoul (via les lignes Gyeongbu et Honam ).

## Histoire
Le premier chemin de fer qui s'apparente à ce qui deviendra la ligne Jeolla était la ligne Zenboku Lightrail, une ligne à voie étroite (762 mm) qui relié Riri à Zenshu. Cette ligne est mise en service par la compagnie privée Zenboku Light Railway le 12 novembre 1917. 
En 1927, la ligne fut nationalisée, et le Chosen Government Railway (Sentetsu) entreprit de convertir la ligne pour un écartement standard ; ces travaux commencèrent le 18 avril 1929 et furent achevés dans l'année. Sentetsu a ensuite prolongé la ligne, achevant la section de Jeonju à Namwon en octobre 1931 la section de Namwon à Gokseong en octobre 1933, et enfin la section de Gokseong à Suncheon le 16 décembre 1936. 
En 1936, Sentetsu a nationalisé la ligne Gwangnyeo de la compagnie privée Chosen Railway, qui reliait Songjeongni à Yeosu et au port de Yeosu via Suncheon, la renommant ligne Songnyeo et la scindant en deux, fussionnant la section Suncheon-Yeosu avec la ligne Jeonbuk pour créer la ligne Jeolla en 1936. La ligne a été complétée avec la reconstruction de la section de Iri (aujourd'hui Iksan) à Jeonju en mars 1937.
La modernisation de la section Iksan-Suncheon a commencé avec la construction en 1981 d'une voie de contournement autour de Jeonju avec des courbes plus larges.
À partir de 1989, la première phase du projet de réaménagement et de dédoublement de la ligne a été lancée sur trois sections entre Sin-ri et Suncheon. Ce réaménagement à consisté principalement dans un nouvel alignement avec des courbes plus douce, des tunnels et des ponts plus longs. Les deux nouvelles structures les plus longues étaient le tunnel de Byeongpung (5 671 m), au nord de Suncheon, et le tunnel de Seulchi (6 128 m). Ce dernier étant devenu le plus long tunnel ferroviaire de Corée du Sud, surpassant le tunnel de Jeongam sur la ligne Taebaek.  
Les trois sections réaménagé de la première phase, avec un total 64,3 km, raccourcisse l'itinéraire initial de 16,7 km. Ces travaux ont été achevés en 1999 et sont entrés en service le 18 mai 1999. Les deux parties de voies entre ces sections rénovés ont été comblées dans une deuxième phase en 2002 et en août 2004, soit un total 58,3 km de nouvelles sections qui ont raccourci la ligne de 11,4 km.
La troisième phase du projet de modernisation, commencée en 2002, impliquait le dédoublement d'un tronçon de 35,2 km entre Iksan et Sin-ri, et l'électrification de toute la section à double voie d'Iksan à Suncheon. Soit un total de 154,2 km de voie électrifié, pour permettre des vitesses de circulation de 180 km/h. 
En mars 2010, l'avancement du projet sur la section d'Iksan à Suncheon a atteint 63,0 %. Cette phase du projet est mise en œuvre dans le cadre d'un partenariat public-privé de type Build-Transfer-Lease (BTL), avec une contribution gouvernementale de 510,852 milliards de wons et une part BTL de 470,699 milliards de wons. La modernisation et le réalignement de la section finale Suncheon-Yeosu ont été lancés en tant que projet distinct en 2001, avec des travaux commençant en décembre 2003. En mars 2010, les progrès sur le projet s'élevait à 88,0 % pour un budget total de 732,002 milliards de wons. L'ensemble du projet de modernisation devrait être achevé en 2011. 
Le 1er septembre 2010, le gouvernement sud-coréen a annoncé un plan stratégique visant à réduire les temps de trajet de Séoul vers 95 % du pays à moins de 2 heures d'ici 2020. Dans le cadre de ce plan, la ligne Jeolla doit être encore modernisée pour atteindre 230 km/h.

## Infrastructure

### Gares, haltes et arret
- Iksan (anciennement connu sous le nom d'Iri), jonction avec la ligne Honam et la ligne Janghang ;
- Dongsan, terminus de la ligne Bukjeonju ;
- Jeonju, capitale du Jeolla du Nord ;
- Suncheon, jonction avec la ligne Gyeongjeon ;
- Deogyang, terminus de la ligne Yeocheon ; et
- Yeosu sur la côte sud.

## Services
La ligne Jeolla est desservie par des trains interurbains ITX-Saemaeul et des trains transcontinentaux Mugunghwa-ho . En octobre 2010, le temps de trajet avec le Saemaeul-ho depuis la gare de Yongsan  jusqu'à Jeonju est d'au moins 3 heures 28 minutes. Les trains Mugunghwa-ho qui partent également de Yongsan parcourent la ligne d'Iksan à Yeosu en un minimum de 2 heures 30 minutes et un maximum de 4 heures, selon le nombre d'arrêts.

### Jeolla KTX
Yeosu a accueilli l'Expo 2012 et Korail a programmé l'introduction des services Korea Train Express sur la ligne avant l'événement. Les plans initiaux prévoyaient le lancement des services Jeolla KTX en avril 2011, réduisant le temps de trajet entre Séoul et Yeosu à 2 heures 55 minutes, en utilisant les trains à grande vitesse KTX-II (KTX-Sancheon). En février 2011, alors que les travaux d'électrification nécessaires étaient achevés à 96 %, la date de mise en service a été reporté à septembre 2011, et le temps de trajet Yongsan–Yeosu a été éstimé à 3 heures et 7 minutes. Après l'achèvement de la première étape du chemin de fer à grande vitesse de Honam, le temps de trajet devrait être réduit à 2 heures et 25 minutes.